# 1987 Голяма награда на Монако
1987 Голяма награда на Монако е 34-то за Голямата награда на Монако и четвърти кръг от сезон 1987 във Формула 1, провежда се на 31 май 1987 година по улиците на Монте Карло, Монако.

## Репортаж
Преди това състезание от FISA са увеличи стартовите позиции от 20 на 26 коли. Това накара няколко пилоти да бъдат срещу увеличението на болидите в Монако. Ален Прост обяви идеята за лоша, защото така се увеличава и трафика от изостанали коли по време на квалификацията и на състезанието, и че е много рисковано. Също така той ще е безпокоен за по-бавните 3.5 не-турбо коли, но Кен Тирел не е съгласен. По неговите му думи нормалните двигатели са по-леки от турбо-компресорите и са по-бързи в състезанието. Паскал Фабре от AGS е глобен в Белгия, заради начина по който той пуска по-бързите пилоти, а в Монако е Кристиан Данер който е изключен от състезанието, заради инцидента с Микеле Алборето от Ферари. От FISA решили да го извадят от състезанието, защото той е виновникът на катастрофата която италиацена едва не загина.
Найджъл Менсъл взе пола с време 1:23.039 със своя Уилямс FW11B, втори е Айртон Сена със своя Лотус 99T, на втора редица са Нелсън Пикет и Ален Прост който е печелил 3 пъти това състезание. Микеле Алборето и Еди Чийвър който се представи отлично по време на квалификацията със своя Ероуз A10 са на 5-а и 6-а позиция респективно. Заради дисквалификацията на Данер, 25 болида трябваше да застанат на старта, но поради неучастието на Адриан Кампос участват само 24. Първите трима останаха на своите позиции. След тях Алборето мина пред Макларън-а на Прост на първия завой следвайки от Чийвър, Бергер, Бутсен, Йохансон, Уорик, Фаби и още 12 състезатели. Менсъл увеличи преднината пред Сена на 3 секунди по време на 5-а обиколка. За Тиери Бутсен състезанието приключи за него поради повреда в трансмисията на неговия Бенетон B187. Филип Стрейф който вървеше 18-и с 3.5 литровия Тирел DG016 се заби много силно в предпазните ограждения на завоя Мазенет. Алборето и Прост продължаваха своята битка за 4-та позиция до 33-та обиколка. Менсъл увеличи преднината на повече от 15 секунди до 30-а обиколка където болида на британеца започна да губи мощност на турбото. Това даде шанс на Сена да се доближи и да мине пред него, докато за Найджъл това е още едно отпадане. Всички останали пилоти минаха с позиция напред като Пикет има преднина от 12 секунди пред Прост преди французина да спре в бокса. Това прати Еди Чийвър на 3-та позиция с Прост 4-ти, Уорик на 5-а позиция, 6-и и 7-и са Ферари-тата на Бергер и Алборето. И двата „Ероуз“-а отпадат от състезанието поради проблеми със скоростната кутия и двигателя. След това Прост също трябваше да се откаже поради повреда в двигателя. Това даде шанс на Алборето да мине на 3-та позиция със съотборника си Бергер на 4-та позиция. Сена контролираше състезанието в повечето обиколки като той печели Гран При на Монако за първи от общо 6 състезания които е печелил. С него финишира Джонатан Палмър който затвърди 5-а си позиция и първа позиция при трофея на Джим Кларк, докато Иван Капели завърши 6-и за да вземе последната си точка.
Победата на Айртон Сена е първа за Лотус с активно окачване използвано за първи път.

## Класиране
Местата в скоби са позициите за участниците от трофея Джим Кларк
| Поз    | No | Пилот             | Конструктор            | Обиколки | Време/Отпадане  | Място | Точки |
| ------ | -- | ----------------- | ---------------------- | -------- | --------------- | ----- | ----- |
| 1      | 12 | Айртон Сена       | Лотус-Хонда            | 78       | 1:57:54.085     | 2     | 9     |
| 2      | 6  | Нелсън Пикет      | Уилямс-Хонда           | 78       | + 33.212        | 3     | 6     |
| 3      | 27 | Микеле Алборето   | Ферари                 | 78       | + 1:12.839      | 5     | 4     |
| 4      | 28 | Герхард Бергер    | Ферари                 | 77       | + 1 Об.         | 8     | 3     |
| 5 (1)  | 3  | Джонатан Палмър   | Тирел-Форд             | 76       | + 2 Об.         | 15    | 2     |
| 6 (2)  | 16 | Иван Капели       | Марч-Форд              | 76       | + 2 Об.         | 19    | 1     |
| 7      | 9  | Мартин Брандъл    | Закспийд               | 76       | + 2 Об.         | 14    |       |
| 8      | 19 | Тео Фаби          | Бенетон-Форд           | 76       | + 2 Об.         | 12    |       |
| 9      | 1  | Ален Прост        | Макларън-ТАГ-Порше     | 75       | Двигател        | 4     |       |
| 10     | 11 | Сатору Накаджима  | Лотус-Хонда            | 75       | + 3 Об.         | 17    |       |
| 11     | 25 | Рене Арну         | Лижие-Мегатрон         | 74       | + 4 Об.         | 22    |       |
| 12     | 26 | Пиеркарло Гинзани | Лижие-Мегатрон         | 74       | + 4 Об.         | 20    |       |
| 13 (3) | 14 | Паскал Фабре      | АГС-Форд               | 71       | + 7 Об.         | 24    |       |
| Отп    | 18 | Еди Чийвър        | Ероуз-Мегатрон         | 59       | Прегряване      | 6     |       |
| Отп    | 17 | Дерек Уорик       | Ероуз-Мегатрон         | 58       | Ск.кутия        | 11    |       |
| Отп    | 2  | Стефан Йохансон   | Макларън-ТАГ-Порше     | 57       | Двигател        | 7     |       |
| Отп    | 30 | Филип Алио        | Ларус-Форд             | 42       | Двигател        | 18    |       |
| Отп    | 7  | Рикардо Патрезе   | Брабам-БМВ             | 41       | Електроника     | 10    |       |
| Отп    | 21 | Алекс Кафи        | Осела-Алфа Ромео       | 39       | Електроника     | 16    |       |
| Отп    | 8  | Андреа де Чезарис | Брабам-БМВ             | 38       | Окачване        | 21    |       |
| Отп    | 5  | Найджъл Менсъл    | Уилямс-Хонда           | 29       | Турбо           | 1     |       |
| Отп    | 24 | Алесандро Нанини  | Минарди-Мотори Модерни | 21       | Електроника     | 13    |       |
| Отп    | 4  | Филип Стрейф      | Тирел-Форд             | 9        | Катастрофа      | 23    |       |
| Отп    | 20 | Тиери Бутсен      | Бенетон-Форд           | 5        | Трансмисия      | 9     |       |
| Отк    | 23 | Адриан Кампос     | Минарди-Мотори Модерни | 0        | Не стартира     | 0     |       |
| ДКФ    | 10 | Кристиан Данер    | Закспийд               |          | Дисквалифициран |       |       |

## Класиране след състезанието
| Поз | Пилот           | Точки |
| --- | --------------- | ----- |
| 1   | Айртон Сена     | 18    |
| 2   | Ален Прост      | 15    |
| 3   | Стефан Йохансон | 13    |
| 4   | Нелсон Пикет    | 12    |
| 5   | Найджъл Менсъл  | 10    |

| Поз | Конструктор        | Точки |
| --- | ------------------ | ----- |
| 1   | Макларън-ТАГ-Порше | 31    |
| 2   | Уилямс-Хонда       | 22    |
| 3   | Лотус-Хонда        | 18    |
| 4   | Ферари             | 11    |
| 5   | Брабам-БМВ         | 4     |